# Chris Stevens
Christopher W. „Chris” Stevens (ur. 12 lutego 1946) – australijski wioślarz, olimpijczyk.
Reprezentował Australię w wioślarstwie na Letnich Igrzyskach Olimpijskich 1972, które odbyły się w Monachium.